# Daniel Johns
Daniel Paul Johns (nascut el 22 d'abril de 1979) és un cantant, compositor, guitarrista i pianista australià, més conegut per ser el líder del grup de rock Silverchair. Paral·lelament també ha treballat amb The Dissociatives. L'any 2007, la revista Rolling Stone el va situar en la posició divuitena de la llista dels millors guitarristes més infravalorats (The Twenty-Five Most Underrated Guitarists). Formant part del grup Silverchair ha rebut nombrosos reconeixements i actualment és l'únic que ha estat guardonat tres cops com a millor compositor dels APRA Awards.

## Biografia
Daniel Johns va néixer i estudiar a la ciutat de Newcastle. Té un germà i una germana més petits, Heath i Chelsea. Les gravacions dels dos primers àlbums del grup van coincidir que encara estudiava a l'institut, amb la qual cosa va tenir forces problemes per graduar-se.
Durant la gira de presentació del segon àlbum, Freak Show, va començar a mostrar símptomes físics de depressió a causa de la fama que havien obtingut. Cada vegada apareixia més prim i va començar a visitar alguns terapeutes. Els especialistes li van recomanar tornar a viure amb els seus pares per recuperar-se de l'estrès, però l'efecte va ser el contrari, ja que cada vegada sortia menys de casa i estava més retret i aïllat.
Amb la publicació del tercer àlbum, Neon Ballroom, el 1999, John estava perillosament prim i van aparèixer molts rumors sobre una possible addicció a les drogues. Johns, visiblement afectat pels rumors, va decidir aclarir en una entrevista que havia desenvolupat una anorèxia nerviosa i també va afirmar que pesava menys de 50 kg. La premsa va elogiar la seva honestedat, i molta gent va donar-li el seu suport. Un dels senzill de l'àlbum, "Ana's Song (Open Fire)", explicava la lluita de Johns per superar la malaltia i dels seus sentiments. Posteriorment va confirmar que havia considerat el suïcidi.
Pel llançament del següent àlbum, el 2004, Johns estava totalment recuperat dels seus problemes alimentaris i depressius, però durant la gira va patir una altra malaltia greu, un cas estrany d'artritis reactiva. Les articulacions se li van començar a inflamar i cada moviment li suposava un fort dolor. Després de patir molts problemes per tocar la guitarra, el grup va decidir suspendre la gira definitivament i ell es va quedar a casa per descansar. La recuperació va durar molts mesos i durant aquest temps de descans només va actuar en comptades ocasions, canviant algunes partitures de la guitarra per facilitar l'actuació de Johns.
Anteriorment havia estat relacionat amb la cantant Fiona Apple però l'any 2002 va anunciar que s'havia promès amb la seva amiga Natalie Imbruglia, actriu, model i també cantant australiana. Finalment es van casar la nit de cap d'any de 2003, però el 4 de gener de 2008 van anunciar el seu divorci al·legant que a causa de les respectives feines no podien estar mai junts. El juliol de 2008, The Daily Telegraph va anunciar que Johns tenia una relació amb la model australiana Louise Van der Vorst, i el 2009 es van traslladar a Nova York per tal que ella pogués desenvolupar la seva carrera com a model, però a l'abril de 2012 va anunciar que s'havien separat mesos abans. Posteriorment va tenir una relació amb la dissenyador de moda Estelita Huijer, que l'havia fotografiat anteriorment, i també amb la model Michelle Leslie.

## Carrera

### Silverchair

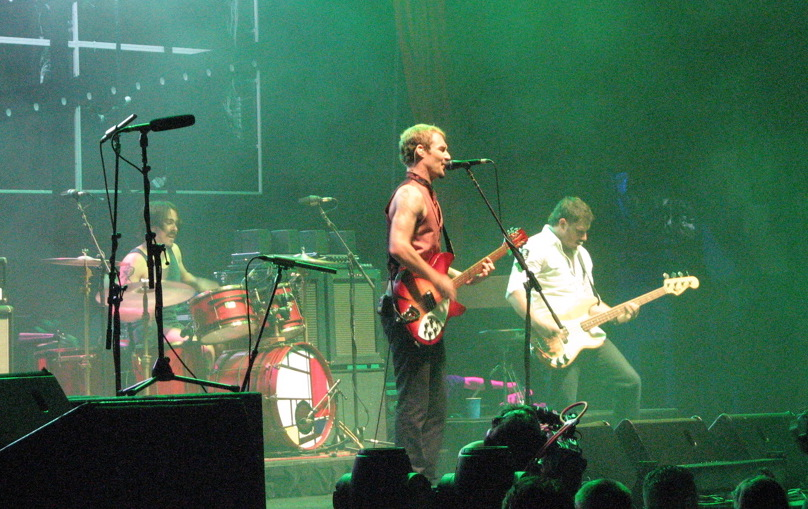
Silverchair durant la gira Across the Great Divide Tour del 2007.

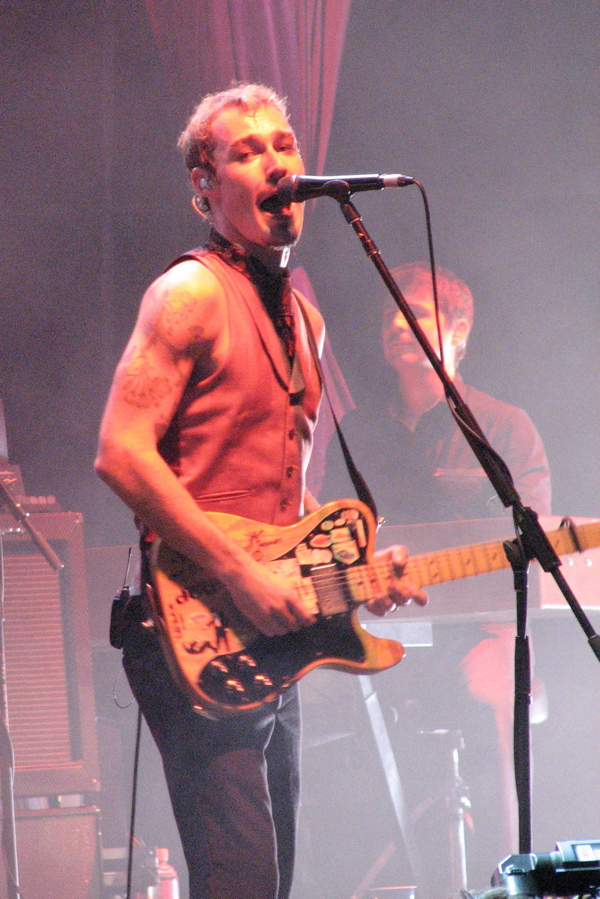
Daniel Johns en un concert de la gira Across the Great Divide Tour.

El seu interès per la música va començar quan tenia vuit anys juntament amb el seu amic de la infància Ben Gillies, bateria del grup. Ja a l'institut van conèixer a Chris Joannou i van formar la banda anomenada Innocent Criminals. La seva carrera va començar amb només catorze anys sota el segell Murmur Records, l'any 1994. Aquell mateix any van guanyar el concurs de la SBS anomenat Nomad amb la seva "demo" "Tomorrow" i van canviar el nom de la banda per Silverchair. Ràpidament van aconseguir l'èxit i es van convertir en una de les bandes més importants del món quan encara no havien arribat a la majoria d'edat.
Des de llavors han publicat cinc àlbums: Frogstomp (1995), Freak Show (1997), Neon Ballroom (1999), Diorama (2002) i Young Modern (2007). Amb el pas dels anys, Johns s'ha anat convertint en líder indiscutible del grup, encarregant-se de les lletres i de la composició la majoria de les cançons. Entre els dos últims treballs, la banda es va dissoldre indefinidament per poder descansar i treballar en altres projectes paral·lels. Daniel Johns va participar en nombrosos projectes de composició o producció, dels quals el més important és la formació de The Dissociatives amb Paul Mac. En el grup, Johns s'encarregava de les lletres i les melodies mentre Mac realitzava la música. Aquest projecte es va acabar definitivament amb la reagrupació de Silverchair. Paral·lelament també es va encarregar de la producció de l'àlbum Counting Down the Days de Natalie Imbruglia, que llavors era la seva esposa. També es va comentar en la pàgina web del grup que Johns estigué treballant en un nou projecte alternatiu amb Luke Steele, prengué el títol de Hathaway and Palmer però no es van detallar les dates de publicació d'aquest àlbum acústic.
Amb la publicació de l'últim àlbum, el grup va realitzar la reeixida gira anomenada Across The Great Divide juntament amb Powderfinger, i així poder satisfer a milions de seguidors que no els van poder veure després de la suspensió de l'anterior gira a causa dels seus greus problemes de salut. Al maig de 2011 es va anunciar l'aturada indefinida de Silverchair.
Tots els seus àlbums han estat reconeguts tant per la crítica com pel públic. Prova d'això és la gran quantitat de premis i nominacions que han obtingut al llarg de la seva trajectòria destacant en àlbums i senzills. Silverchair és actualment el grup amb més guardons de la indústria discogràfica australiana (ARIA). A més, Daniel Johns ha destacat per la qualitat de les seves composicions amb tres guardons com a millor compositor de l'any.

### En solitari
A partir de llavors va començar diversos projectes, per exemple va col·laborar amb l'Australian Chamber Orchestra per crear la banda sonora Atlas per publicitat de l'aerolínia Qantas. A continuació va escriure i enregistrar música pel tercer àlbum del duet The Veronicas. El gener de 2013 va anunciar la seva participació de l'Australia's Adelaide Festival junt a Van Dyke Parks. Posteriorment Luke Steele va revelar que havien completat el projecte que havien iniciat amb Johns al 2008. Durant aquest any van aparèixer diversos rumors que Johns estava treballant en el seu primer àlbum en solitari amb intenció de publicar-lo al 2014.
El gener de 2015 va estrenar una nova cançó titulada «Aerial Love», que va incloure en un EP homònim de quatre cançons i publicat el 13 de març de 2015. El primer àlbum d'estudi en solitari va arribar tots just dos mesos després amb el títol de Talk. En aquest treball va barrejar estils com R&B, soul, synthpop i melodies electròniques que trencaven amb l'estil mostrat anteriorment amb Silverchair, i va comptar amb moltes col·laboracions. Va arribar al segon lloc de la llista d'àlbums australiana i va destacar en altres països del món.
Posteriorment es va associar novament amb Luke Steele per crear la banda DREAMS. Van llançar el primer senzill «No One Defeats Us» al març de 2018, però l'àlbum homònim no es va publicar fins al setembre de 2018.

## Discografia

### En solitari
- Talk (2015)

### Silverchair
- Frogstomp (1995)
- Freak Show (1997)
- Neon Ballroom (1999)
- Diorama (2002)
- Young Modern (2007)

### The Dissociatives
- The Dissociatives (2004)

### DREAMS
- No One Defeats Us (2018)